# LH 95
LH 95 (Lucke & Hodge 1970) is een sterassociatie in de Grote Magelhaense Wolk. Het is mogelijk verwant aan het H-II-gebied LHA 120-N 64, een regio waar waterstof wordt geïoniseerd door de felle sterren van LH95.
Vroeger waren alleen lichtsterke sterren in deze stellaire samenhang bekend. Door Ruimtetelescoop Hubble konden uiteindelijk meer dan 2500 pre-hoofdreekssterren worden ontdekt met soms maar 0,3 keer de massa van onze eigen Zon. Hierdoor wordt een gedetailleerd beeld geschetst van hoe de samenhang tussen sterren binnen de Grote Magellaense Wolk eruitziet.